# کاخ شهرداری رشت
کاخ شهرداری رشت یا عمارت شهرداری رشت ساختمانی است که بین سال‌های ۱۲۸۶ تا ۱۳۰۵ خورشیدی به دستور ادارهٔ بلدیه رشت، در ضلع غربی میدان شهرداری در شهر رشت با الهام از معماری سن پترزبورگ توسط آرتم سرداراف معمار ارمنی-آلمانی مقیم رشت ساخته شد و از آن زمان چند سال پیش، به عنوان ساختمان شهرداری رشت مورد استفاده قرار گرفته‌است. 
امروزه این بنا و تعدادی ساختمان تاریخی دیگر به عنوان محوطه پیاده راه فرهنگی رشت تفکیک گردیده و مقرر شده تا پس از بازسازی به عنوان موزه استفاده شود. 
کاخ شهرساعت استن را به مردم اطلاع می‌دهد.

## پیشینه ساختمان
در زمان تصدی حاج میرزا خلیل آقا، ساختمان کنونی شهرداری رشت هنوز ساخته نشده بود و اداره بلدیه در محل ساختمان «خوشتاریا» مستقر بود. اما واهانیان که مقالات بسیاری در زمینه‌های تاریخ شهر رشت در نشریات معتبر کشور نوشته دربارهٔ چگونگی ساختن عمارت تاریخی شهرداری رشت می‌گوید: «این ساختمان در سال ۱۳۰۲ کلنگ‌اش به زمین زده شد و مهندسی ارمنی به نام «آرتم سرداراف» که از ارامنهٔ مقیم شهر رشت بود کار طراحی و نظارت بر ساخت آن را بر عهده گرفت.
حدوداً پنج سال پیش از ساخت این بنای تاریخی، شهر رشت چند بار بین بلشویکها و نیروهای دولتی دست به دست شده.
در پاییز سال ۱۳۰۲ کلنگ این ساختمان به زمین زده شد و در چهارم اردیبهشت ۱۳۰۵ ساختمان تکمیل شده به وسیلهٔ آرتم سرداراف که مهندس بلدیهٔ رشت بود تحویل داده شد و افتتاح گردید.
ادارهٔ بلدیه از اول فروردین ماه سرداراف را به سمت مهندس بلدیه رشت با ماهی هفتاد تومان حقوق استخدام نمود که هفته‌ای سه روز در بلدیه شعبه ساختمان (یعنی واحد عمران) حاضر و وظایف خود را ایفا نماید.»
کاخ بلدیهٔ رشت (شهرداری رشت) روز چهارم اردیبهشت ماه ۱۳۰۵ به مناسبت تاجگذاری پهلوی اول افتتاح شد و در سال ۱۳۰۸ با آگهی کردن در روزنامه‌ها برای طرح جاگذاری ساعت روی ساختمان دیده‌بانی شهرداری رشت اقدام گردید.
در پی زلزله ۱۳۶۹ این ساختمان آسیب دید و توسط روبرت واهانیان بازسازی گردید.

### مقبرهٔ ابوجعفر
زمین ساختمان بلدیه تپه بود. روی این تپه هم یک بقعه به نام آقاسیدابوجعفر قرار دادشت که در حیاط عمارت شهرداری مقبرهٔ استاد ابوجعفر ساخته شد.

## موزه شهر و مرکز اسناد شهرداری رشت
در جشن یکصد سالگی شهرداری رشت در سال ۱۳۸۶ همزمان با کلنگ زنی ساختمان جدید شهرداری مرکز در میدان گیل وعده ایجاد موزه بلدیه و مرکز اسناد شهرداری رشت در کاخ شهرداری رشت داده شد. در اجلاس مجمع مشورتی کلانشهرها در تیرماه ۱۳۹۳ قرار بر ساخت این موزه بلدیه و مرکز اسناد در کاخ شهرداری رشت و ایجاد موزه هنرهای معاصر در ساختمان هتل ایران میدان شهرداری و موزه مشروطه گیلان در یکی از خانه‌های قدیمی رشت یا عمارت کلاه فرنگی گردید. با توجه به عدم اتمام ساخت مجتمع مدرن شهرداری و شورای شهر رشت این کاخ هنوز تبدیل به موزه بلدیه و مرکز اسناد شهرداری رشت نشده است. در اردیبهشت ۱۳۹۴ محمدعلی ثابت‌قدم، شهردار رشت ایجاد موزه شهر و مرکز اسناد شهرداری را در این مکان از برنامه‌های خود اعلام کرد.

## نگارخانه

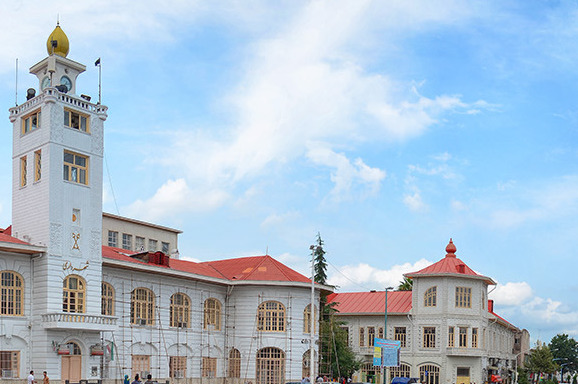
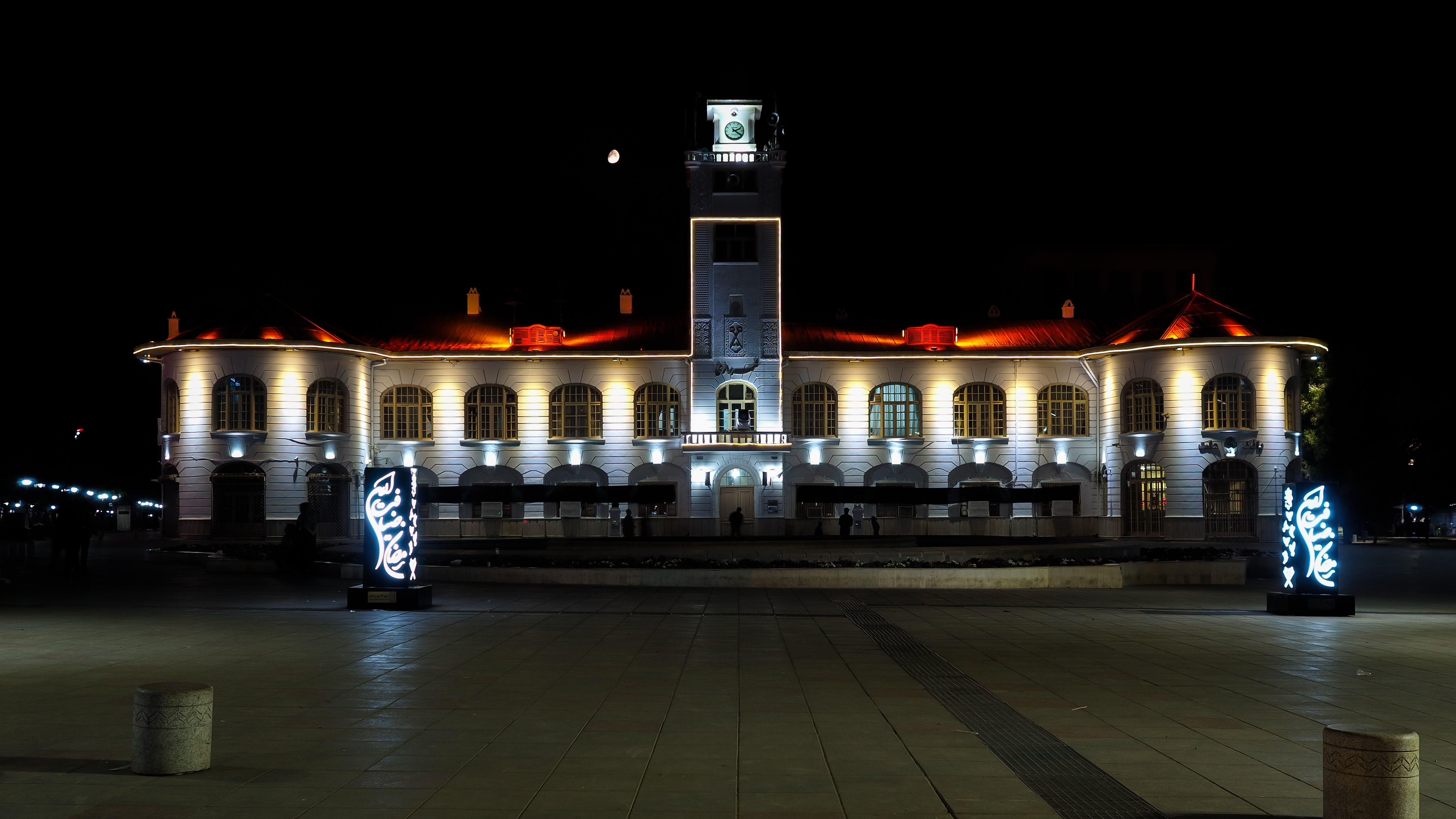
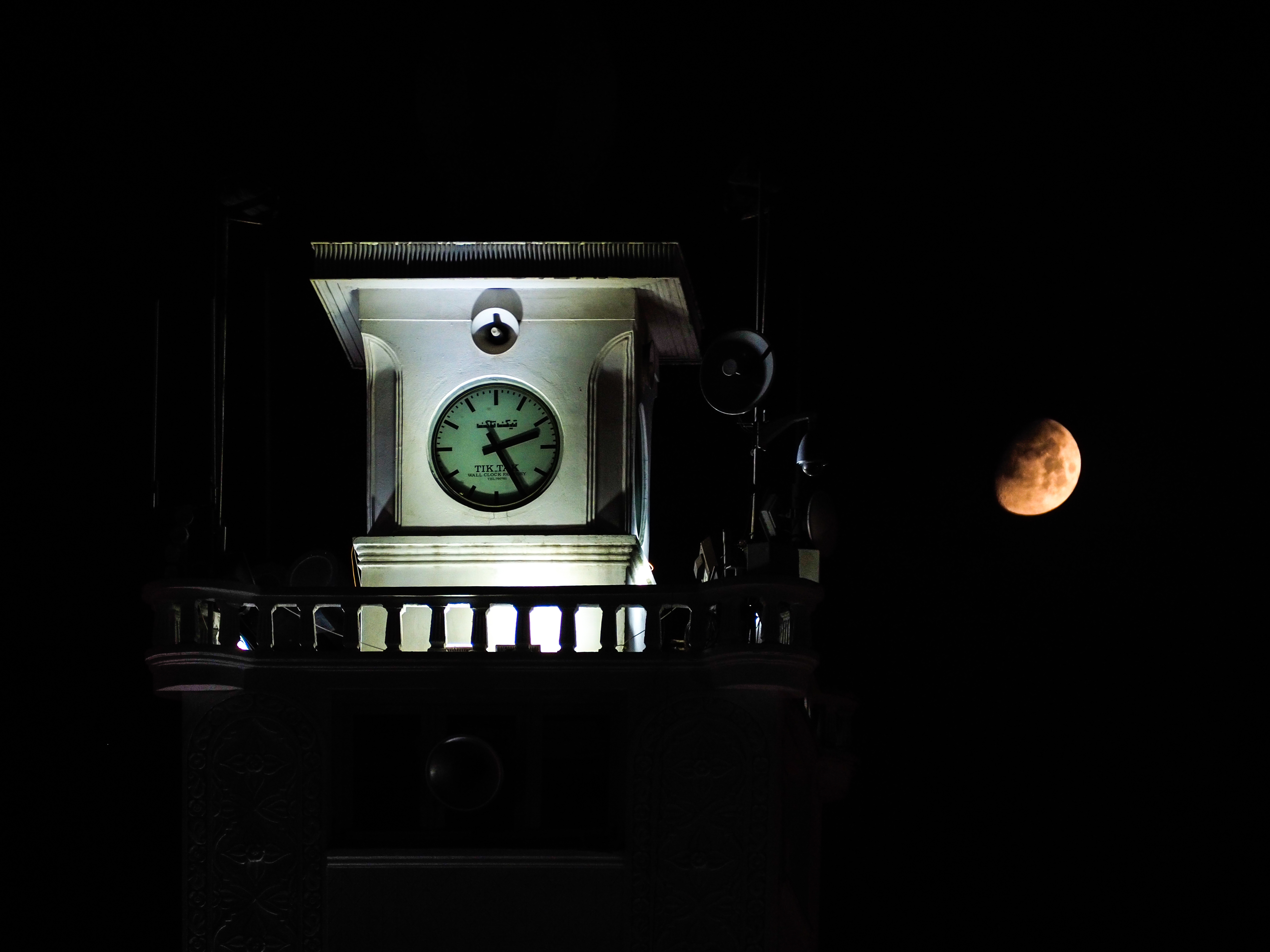
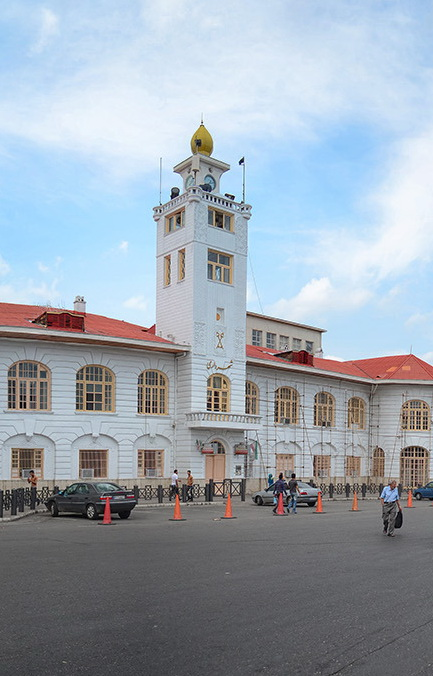
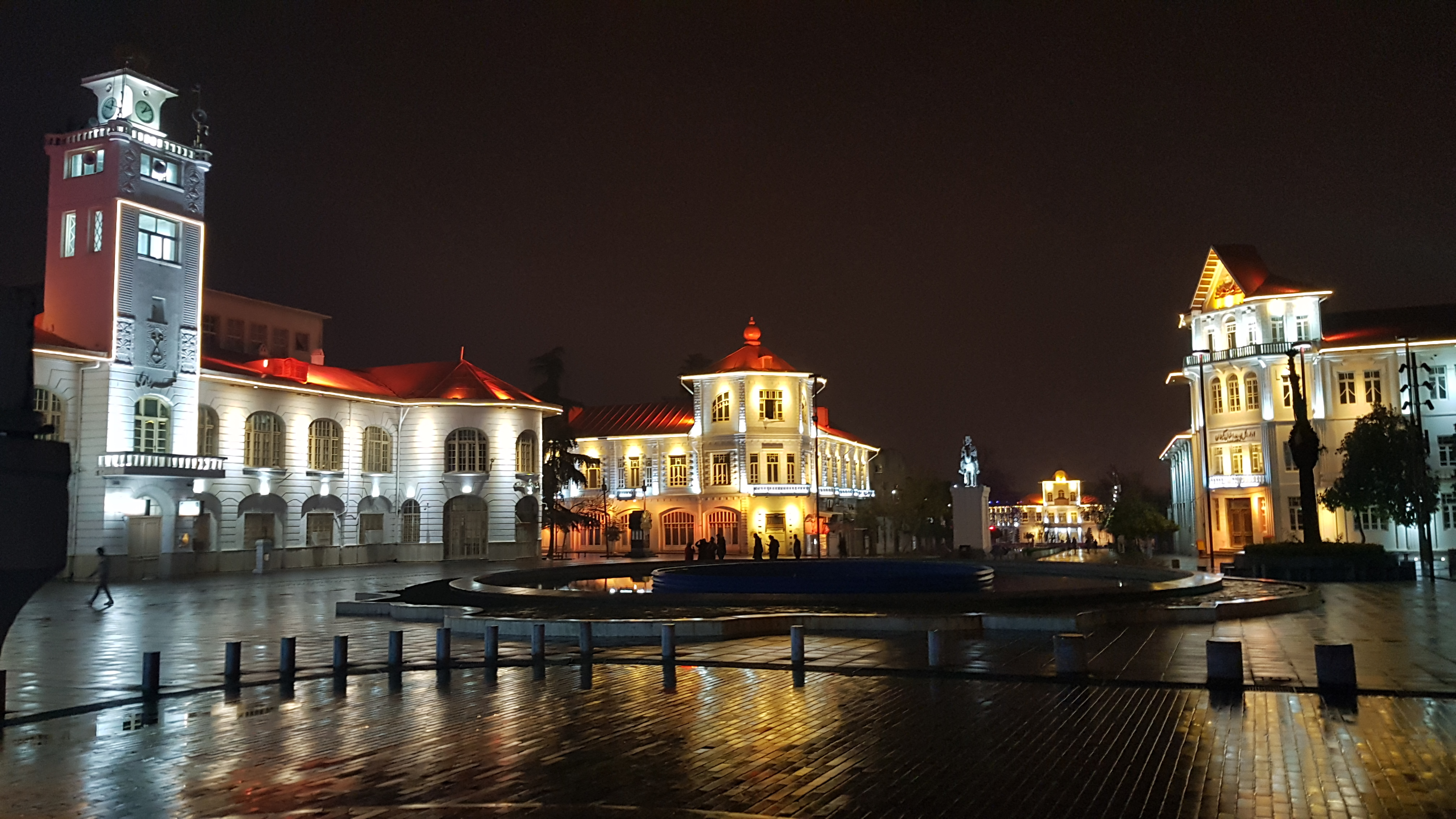